# Grand Le Pierre
Grand Le Pierre är en ort i Kanada.   Den ligger i provinsen Newfoundland och Labrador, i den östra delen av landet, 1 600 km öster om huvudstaden Ottawa. Grand Le Pierre ligger 50 meter över havet och antalet invånare är 260.
Terrängen runt Grand Le Pierre är platt åt nordost, men åt sydväst är den kuperad. Grand Le Pierre ligger nere i en dal. Runt Grand Le Pierre är det glesbefolkat, med 18 invånare per kvadratkilometer.. Närmaste större samhälle är Terrenceville, 4,2 km öster om Grand Le Pierre. 